# Округ Барон (Висконсин)
Барон (енгл. Barron County) је округ у америчкој савезној држави Висконсин.

## Демографија
По попису из 2010. године број становника је 45.870, што је 907 (2,0%) становника више него 2000. године.
| Група             | 2000.          | 2010.          |
| Белци             | 43.667 (97,1%) | 43.567 (95,0%) |
| Афроамериканци    | 63 (0,1%)      | 407 (0,9%)     |
| Азијати           | 145 (0,3%)     | 223 (0,5%)     |
| Хиспаноамериканци | 430 (1,0%)     | 862 (1,9%)     |
| Укупно            | 44.963         | 45.870         |